# عملية درع المحيط

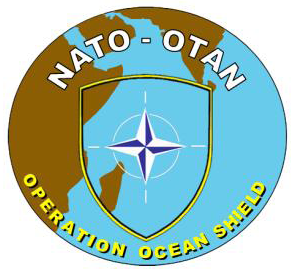
شعار عملية درع المحيط التابع لحلف الناتو

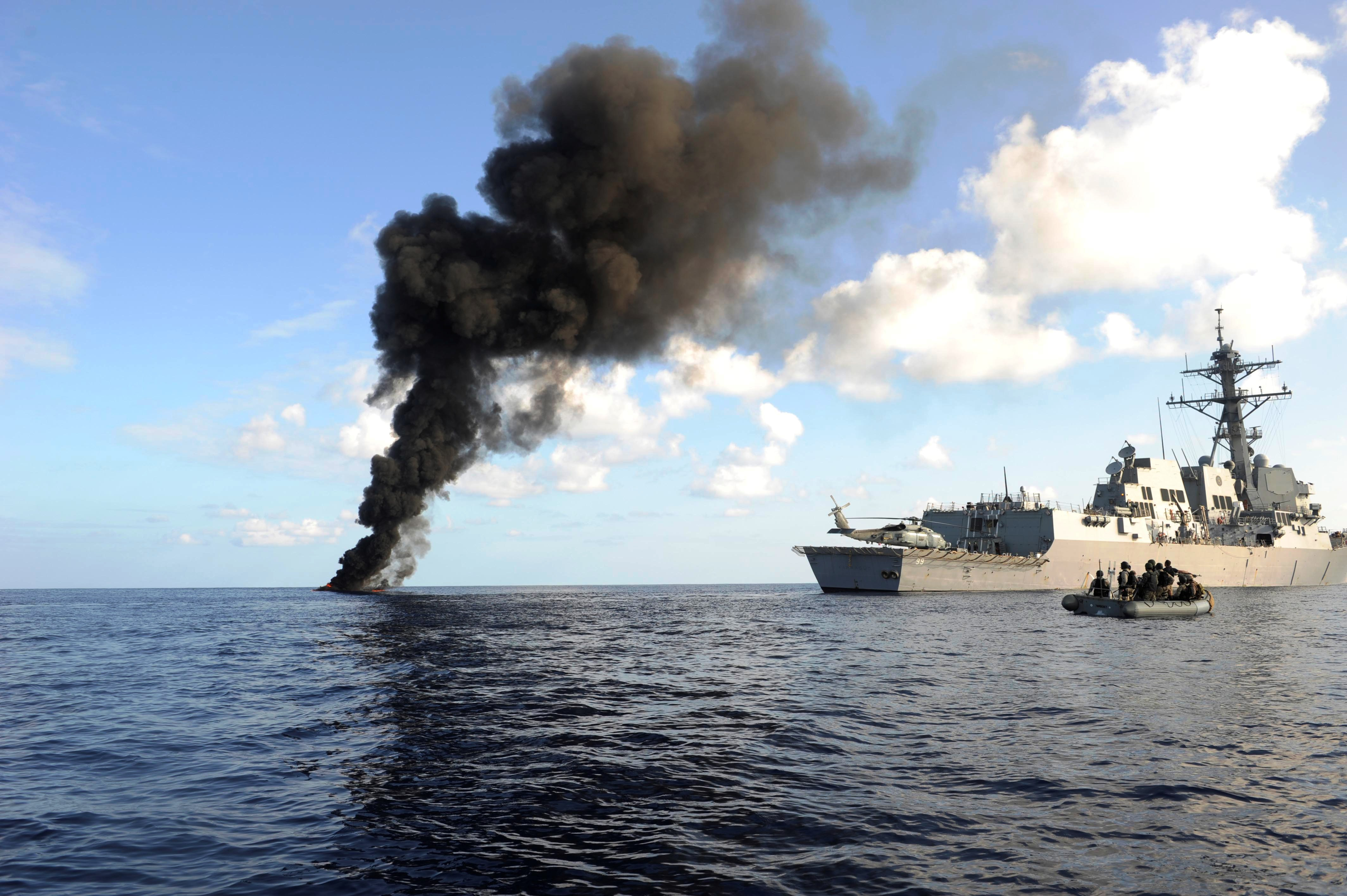
بحرية أمريكية قصفت قارباً تابعاً للقراصنة في خليج عدن عام 2010

عملية درع المحيط هي مساهمة الناتو في عملية الحرية الدائمة - القرن الأفريقي، وهي مبادرة لمكافحة القرصنة في المحيط الهندي، وقناة جواردفوي، وخليج عدن، وبحر العرب. وهي استكمال لعملية حامي الحلفاء السابقة. بدأت العمليات البحرية في 17 أغسطس 2009 بعد الموافقة عليها من قبل مجلس شمال الأطلسي، وأُنهي البرنامج في 15 ديسمبر 2016 من قبل الناتو. ركزت عملية درع المحيط على حماية سفن عملية مورد الحلفاء، التي نقلت إمدادات الإغاثة كجزء من مهمة برنامج الغذاء العالمي في المنطقة. ساعدت المبادرة أيضًا على تعزيز القوات البحرية وخفر السواحل في دول المنطقة للمساعدة في مواجهة هجمات القراصنة. وقد أرسلت الصين وكوريا الجنوبية سفنًا حربية للمشاركة في هذه الأنشطة.
كانت البحرية الأمريكية أكبر مساهم من حيث السفن، وتليها البحرية الهندية. تألفت فرقة العمل من سفن من القوات البحرية المساهمة في العملية تحت قيادة محددة. وتناوبت القيادة بين كامل البلدان المشتركة في العملية. 

## الحلفاء والمنظمات الأخرى
«انخفضت هجمات القراصنة قبالة سواحل الصومال الشاسعة من 236 في عام 2011 إلى هجومين غير ناجحين في عام 2014، بفضل جهود التعاون الدولي لمكافحة القرصنة وكذلك الحراس المسلحين المتمركزين الآن على معظم السفن الضخمة التي تعبر مياه المنطقة. وأشار حلف الناتو أنه برغم إنهاءها مهمتها في المحيط الهندي، فإن المنظمة «ستظل منخرطة في مكافحة القرصنة من خلال الحفاظ على الوعي بالمواقف الحربية البحرية والحفاظ على الروابط الوثيقة مع الجهات الدولية الأخرى لمكافحة القرصنة التابعة للمنظمة الدولية». يدعم الناتو الجهود الدولية لمكافحة القرصنة في المحيط الهندي، وكذلك في خليج عدن وقرب القرن الأفريقي منذ عام 2008، بناء على طلب الأمم المتحدة. وقد عمل إلى جانب بعثات أخرى مثل عملية الاتحاد الأوروبي أتالانتا، وفرقة العمل المشتركة بقيادة الولايات المتحدة رقم 151 وبعض الدول الفردية الأخرى مثل الصين واليابان وكوريا الجنوبية».
يعود نجاح حلف الناتو في المنطقة جزئياً إلى تعاون دول أجنبية أخرى لها مصالح في المنطقة. اُجريت الكثير من هذه الاتصالات غير الرسمية في اجتماعات مؤتمر SHADE (الوعي المشترك وفك الاشتباكات). سمحت هذه الاجتماعات بتكتيكات مشتركة بين عدد كبير من الكيانات الدولية، مثل الصين واليابان وروسيا والهند وكوريا الجنوبية ولكنها بالتأكيد لا تقتصر عليها فقط. يمكن لعملية درع المحيط أن تحمي المنطقة بشكل فعال بسبب تعزيز الناتو للتعاون بين هذه الكيانات الأجنبية. وقد استخدموا أيضًا الشبكة الإلكترونية المبتكرة التابعة للقوة البحرية التابعة للاتحاد الأوروبي والتي تسمى الزئبق والتي شورك عن طريقها أساليب مكافحة القرصنة مع فرق العمل والعمليات الأخرى. ونظرًا لكونه نظامًا غير رسمي، فلم تكن البيروقراطية تشكل عائقًا له، ويمكن أن ينتشر بين التحالفات والمنظمات الحكومية الأخرى، ويمكن أن يساعد بشكل فعال أي شخص يحتاج إلى معلومات دقيقة في المنطقة. 

## عمليات مكافحة القرصنة
في 10 يناير 2010، عقد الأدميرال بيريرا دا كونها من البحرية البرتغالية اجتماعًا بشأن القرصنة مع خفر السواحل في بونتلاند. عقد الاجتماع على متن الفرقاطة ان ار بي آلفاريس كاربال بالقرب من بوساسو في الصومال، وركز على جمع المعلومات الاستخبارية البشرية، وبناء القدرات، ومكافحة القرصنة والتعاون بين الناتو وسلطات بونتلاند.
هاجم القراصنة السفينة التجارية البنمية ام في الميزان في 25 مارس. قتل طاقم الميزان أحد القراصنة أثناء صعوده على سطحها وبعد فترة وجيزة وصلت الفرقاطة البحرية الإسبانية نافارا وأطلقت طائرة هليكوبتر. ثم أطلقت طلقات تحذيرية واستسلم القراصنة دون مزيد من الصراع. أُسر ستة قراصنة لفترة قصيرة قبل إطلاق سراحهم في زورقين وأُغرقت السفينة الأم عن طريق القصف المدفعي.

## بداية العملية
بدأت العملية بتاريخ 17 أغسطس عام 2009م، والعمليات لمكافحة القرصنة البحرية مستمرة.